# روجلی
روجلی (به انگلیسی: Rugeley) یک شهرک در بریتانیا است که در انگلستان واقع شده‌است.

## خصوصیات
روجلی ۲۲٬۷۲۴ نفر جمعیت دارد.